# Rudolf Pesinger
Rudolf Josef Pesinger (* 23. November 1893 in Linz; † 4. Mai 1971 ebenda) war ein österreichischer Steuerberater, Verbandsfunktionär und Schriftsteller.

## Leben
Pesinger war Sohn eines Tischlermeisters. Er besuchte Volksschule und Gymnasium in Linz und trat 1911 in die Oberbank ein. 1917 heiratete er Maria Plötzeneder (* 1897), das Paar hatte einen gemeinsamen Sohn (1919–1936). Für die Allgemeine Depositenbank arbeitete er ab 1918 als Direktorstellvertreter in Steyr, ab 1920 in gleicher Position in Vöcklabruck. Nach dem Konkurs der Bank 1925 wurde er Stadtbuchhalter von Vöcklabruck, von diesem Posten wurde er nach dem „Anschluss“ 1938 aus politischen Gründen fristlos entlassen und von der Gestapo inhaftiert. Nach seiner Freilassung übersiedelte er nach Linz, nach dem Zweiten Weltkrieg arbeitete er als Steuerberater.
Er gehörte zu den Mitbegründern des KZ-Verbandes, für den er viele Jahre Landeskassier und Präsidiumsmitglied in Oberösterreich war. Pesinger war außerdem schriftstellerisch tätig und Mitglied im Stelzhamerbund.
Pesinger wurde 1936 mit dem österreichischen goldenen Verdienstzeichen und 1947 mit dem bronzenen Stelzhamerring ausgezeichnet.

## Werke
- Pro femina. Aurora, Weinböhla 1923.
- Ketten. Sittenroman aus der Provinz. Gong, Dresden 1930.
- Stille Stunden. Gedichte. Europäischer Verlag, Wien 1969.